# بیسلری
بیسلری (انگلیسی: Bisleri) شرکت صنایع غذایی هندی است، که در سال ۱۹۶۹ تأسیس شد.